# Ryszard Parzyński
Ryszard Parzyński – polski fizyk, profesor nauk fizycznych, specjalizuje się w fizyce teoretycznej procesów wielofotonowych oraz optyce kwantowej, nauczyciel akademicki Uniwersytetu im. Adama Mickiewicza w Poznaniu.

## Życiorys
Studia z fizyki ukończył na Wydziale Fizyki UAM, gdzie zdobywał kolejne awanse akademickie i pracuje jako profesor zwyczajny i kierownik w Zakładzie Elektroniki Kwantowej. Tytuł naukowy profesora nauk fizycznych został mu nadany w 1991 roku. Na macierzystej uczelni prowadzi zajęcia dotyczące budowy materii, oddziaływan światła z materią, fizyki atomowej i molekularnej oraz atomów w silnych polach laserowych.
Współautor (wraz z Franciszkiem Kaczmarkiem) opracowania pt. Laser physics. P. 1, Introduction to quantum optics (wyd. 1990). Swoje prace publikował m.in. w amerykańskim "Physical Review" oraz w "Acta Physica Polonica". Członek Polskiego Towarzystwa Fizycznego.